# Simbach am Inn
Simbach am Inn é um município da Alemanha, situado no distrito de Rottal-Inn, no estado da Baviera. Tem 47,33 km² de área, e sua população em 2019 foi estimada em 9.954 habitantes.